# Crisotilo
El crisotilo o amianto blanco es un mineral del grupo de los Silicatos, subgrupo Filosilicatos y dentro de ellos es una serpentina-caolinita. Es un hidroxi-silicato de magnesio, con sustituciones parciales del magnesio por hierro.
Fue descubierto por primera vez cerca de  Złoty Stok (Reichenstein) en la provincia polaca de Baja Silesia y descrito en 1834 por Franz von Kobell, de acuerdo con el brillo dorado de algunas muestras, con las palabras griegas χρυσός (chrysós, 'oro') y τίλος (Tilos, 'fibra'), es decir, compuesta por "fibras de oro", en alusión a su hábito fibroso. Sinónimos muy poco usados en español son: bostonita, karistiolita y kufolita.
Todas las variedades de crisotilo son explotadas comercialmente como asbesto, siendo el menos dañino de los minerales utilizados con este fin, pues a diferencia de otros asbestos sus fibras son flexibles.[cita requerida]

## Variedades

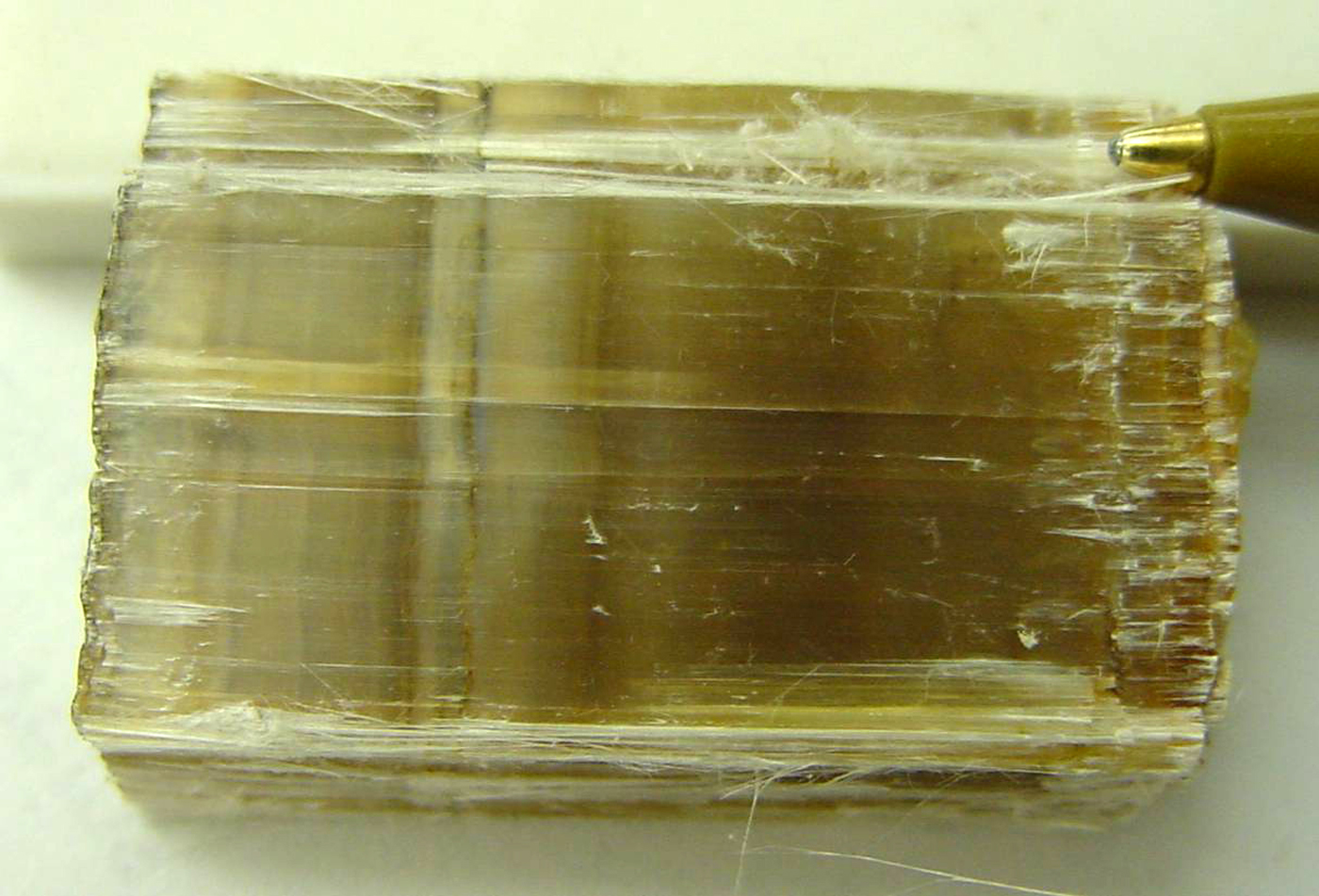
Cristal dorado de crisotilo

Existen tres polimorfos del crisotilo, todos fibrosos.
El clinocrisotilo es el crisotilo más común y genuino. Su nombre tiene el prefijo "clino" propio del sistema monoclínico que presenta. Es el polimorfo del sistema monoclínico, con fórmula
Mg3Si2O5(OH)4. El ortocrisotilo es el polimorfo del sistema ortorrómbico, con fórmula Mg3Si2O5(OH)4. El paracrisotilo es el polimorfo del sistema ortorrómbico, con fórmula (Mg,Fe)3Si2O5(OH)4.

## Ambiente de formación
Es un mineral de origen secundario, producto de la descomposición de otros silicatos de magnesio presentes en rocas ígneas o metamórficas. También de origen neumatolítico hidrotermal, por acción de aguas profundas sobre rocas básicas como gabro, peridotita o dunita. En ellas, aparece asociado a minerales como: cromita, olivino, granates, calcita, biotita y talco.

## Localización, extracción y uso
Se encuentra en yacimientos de la península del Labrador (Canadá), Italia, Rusia, Rodesia, Suiza y Estados Unidos. En España se encuentran cantidades importantes Santa Marta de Ortigueira (La Coruña). En Colombia se encuentra en el departamento de Antioquia, municipio de Campamento a 36 km del municipio de Yarumal y 160 km de la ciudad de Medellín, con reservas actuales probadas del orden de 2.085.000 toneladas.
Algunas variedades nobles se emplean como roca ornamental. En el pasado era el principal de los minerales de asbestos en tejidos y aislantes, pero se restringió su uso debido a sus propiedades cancerígenas.
Aunque demostradas sus propiedades cancerígenas el comercio de esta substancia no está prohibido en algunos países más atrasados, en otros con legislaciones más avanzadas si lo está desde hace décadas ej. España y Europa. y países como Canadá lo exportan en masa pero esta prohibido su comercialización.

## Convenio de Róterdam
El Crisotilo (Mg3H2(SiO4)2.H2O) tiene un uso en la industria rigurosamente restringido. En efecto, la colocación en el mercado y el uso de fibras y productos del crisotilo que contenían estas fibras agregadas intencionalmente quedan prohibidos en muchos países desde el 1 de enero de 2005. 
Uso o usos que siguen autorizados: La colocación en el mercado y el uso de crisotilo está permitido para los diafragmas de instalaciones existentes de electrólisis hasta que alcancen el final de su ciclo de vida, o hasta que se disponga de convenientes sustitutos libres de amianto, cualquiera sea el más inmediato.
Actualmente[¿cuándo?] la empresa The Dow Chemical Company sigue utilizándolo en sus productos.